# 엘리엇 스미스
스티븐 폴 스미스(영어: Steven Paul Smith, 1969년 8월 6일~2003년 10월 21일)는 엘리엇 스미스(영어: Elliott Smith)라는 활동명으로도 알려진 미국의 싱어송 라이터이다. 본래 Heatmiser라는 락 밴드에서 보컬 겸 기타리스트로 활동하였으나 1994년, 앨범 Roman Candle을 시작으로 개인 활동을 시작하였다.
엘리엇 스미스는 네브래스카주 오마하에서 태어나 주로 텍사스주에 유년기를 보냈고 삶의 대부분을 그가 명성을 얻게 된 곳인 오리건주 포틀랜드에서 살았다. 그가 주로 쓰는 악기는 기타였지만 피아노나 클라리넷, 베이스 기타, 드럼, 하모니카 등을 다루는 데도 능숙했고 그의 남다른 보컬 스타일은 "마치 거미줄처럼 얇은 속삭임"으로 특징지어지며 또 멀티 트랙 레코딩을 사용하여 보컬에 층을 내고 그에 따른 텍스쳐와 하모니를 만들어냈다.
몇 년간 록 밴드 히트마이저(heatmiser)에서 보컬 및 기타리스트로 활동하다가, 1994년 인디 레이블 캐비티 서치(Cavity Search)와 킬 록 스타스에서 솔로 활동을 시작하였다. 1997년에는 드림웍스 레코즈와 계약하고 두개의 앨범을 발표했으며, 영화 굿 윌 헌팅(1997)의 사운드트랙에 수록된 그의 곡 "Miss Misery"가 1998년 오스카상 베스트 주제가상 부문에 노미네이트되면서 주류음악계에서도 부상하게 되었다.
그는 우울증과 알콜중독, 약물의존에 시달렸으며 이러한 주제들이 그의 가사에 쓰여있는 것을 종종 볼 수 있었는데, 결국 2003년 그의 나이 34살 때 로스엔젤레스의 자택에서 흉부의 두 군데 자상으로 숨진 채 발견되었고, 부검은 이 자상이 스스로 찔러서 생긴 것인지 아닌지를 결론내지 못하고 마무리되었다. 그가 죽기 전에 작업하고 있던 여섯번째 스튜디오 앨범 "From a Basement on the Hill"은 2004년 유작으로서 발매되었다.

## 어린 시절
엘리엇 스미스는 네브래스카주 오마하의 클락슨 병원에서 외아들로 태어났고 그의 아버지 Gary Smith는 네브래스카 주의료원 대학교의 학생이며 어머니 Bunny Kay Berryman은 초등학교에서 음악교사로 일하고 있었다고 한다. 엘리엇 스미스가 태어난지 6개월만에 부모님은 이혼했고 그는 어머니를 따라 텍사스주 던컨빌로 이사하게 되었다. 그는 나중에 텍사스 주의 지도를 팔(왼쪽 삼각근 부분)에 문신으로 새겼는데, 어느 인터뷰에서 "텍사스가 좋아서 이 문신을 한게 아니에요, 오히려 그 반대죠. 제가 그곳을 싫어해서 잊어버리고 싶기도 하지만 그러지 않겠어요. (I didn't get it because I like Texas, kind of the opposite. But I won't forget about it, although I'm tempted to because I don't like it there.)"라고 말하기도 했다.
엘리엇 스미스는 어려운 유년기와 그의 양아버지인 Charlie Welch와의 불화를 겪었고, 후에 그는 어렸을 적 Welch에 의해 성적 학대를 받았던 것 같다고 말했으나 양아버지는 혐의를 부인했다. 엘리엇 스미스는 이러한 부분을 그의 곡 "Some Song" 가사에 "찰리는 몇 주 씩이나 너를 두들겨 팼어. 니가 크면 괴물같은 놈이 될거란다. (Charlie -Charlie 대신 How they로 듣는 견해도 있음- beat you up week after week /And when you grow up you're going to be a freak)"라고 썼고, 찰리라는 이름은 "Flowers For Charlie"와 "No Confidence Man"에도 등장한다. 그의 사망 당시 같이 동거하던 Jennifer Chiba는 2004년 인터뷰에서 엘리엇 스미스의 어려웠던 유년기는 그가 성인이 되었을 때 마약으로 스스로를 진정시켜야 했던 이유 중 하나가 되었다고 말했다: "엘리엇은 어렸을 적 겪었던 충격적인 것들을 기억하고 있었어요. 그게 뭔지 말 할 수는 없지만요.(He was remembering traumatic things from his childhood – parts of things. It's not my place to say what.)"그의 유년기 중 많은 시간동안 엘리엇의 가족은 커뮤니티 오브 그리스도(기독교의 한 종파)의 신도였으나 감리교회에서 예배를 드리기 시작했고, 엘리엇은 교회에 가는 것이 너무 무섭긴 했지만 본인에게 어느정도 도움이 되었다고 느꼈다. 2001년에 그는 "나는 어쩔 수 없이 그 어떤 공식적으로 구조화된 모습의 영성도 믿지 않았어요. 하지만 제가 생각하는 영성의 모습이 따로 있었죠.(I don't necessarily buy into any officially structured version of spirituality. But I have my own version of it.)"
엘리엇은 아홉살에 피아노를 치기 시작했고, 열살에는 그의 아버지가 사준 작은 어쿠스틱 기타로 기타를 배우기 시작했는데 이 나이에 그는 "Fantasy"라는 피아노곡을 작곡하여 아트 페스티벌에서 상을 받기도 했다. 그의 외가친척 중 많은 사람들이 아마추어 로서 활동했던 뮤지션으로, 엘리엇의 할아버지는 딕시랜드 스타일의 재즈를 하던 드러머였고 할머니는 합창단에서 노래를 했다고 한다.14살에, 엘리엇은 텍사스 주의 어머니를 떠나 당시 정신과 의사로 일하던 아버지와 살기위해 오리곤 주 포틀랜드로 이사를 갔고 이때 즈음부터 그는 친구들과 함께 마약과 술을, 또 처음으로 멀티트랙 레코더를 빌려 실험적인 녹음을 시작하게 된다. 고등학교 때는 기타와 피아노 뿐만 아니라 학교 밴드에서 클라리넷을 연주했고, 스트레인저 댄 픽션(Stranger Than Fiction)과 어 머더 오브 크로우즈(A Murder of Crows)라는 밴드에서 노래를 하며 다른 이들에게 스티븐 스미스나 조니 패닉과 같은 이름으로 불렸다.
링컨 고등학교를 국가장학생(National Merit Scholar)으로 졸업한 후 그는 스스로를 "엘리엇"으로 칭하기 시작했는데 "스티브"는 너무 운동만 하는 사람의 이름같고 "스티븐"은 너무 책벌레같아서였다고 (그의 친구들에 의하면 어 머더 오브 크로우즈에 있을 때는 엘리엇 스틸워터-로터 Elliott Stillwater-Rotter 라는 이름도 썼다) 한다. 자서전 작가 S. R. Shutt는 이 이름을 엘리엇이 포틀랜드에서 살때 집이 있던 "엘리엇 에비뉴"에서 따왔거나 당시 그의 여자친구에게 추천받았을 것으로 추측하고, 엘리엇의 중학교 시절 지인들에 의하면 엘리엇 스미스는 밴드 Journey의 드러머 Steve Smith와 혼동되지 않기 위해 바꿨을 것이라 추측한다.

## 커리어

### 1991-93: 히트마이저
엘리엇은 1991년 메사추세츠 주 애머스트의 햄프셔 칼리지에서 철학과 정치학을 전공하고 졸업한다. "4년동안 한학기도 쉬지 않고 쭉 다녔어요.(Went straight through in four years)" 그는 2003년 음악 잡지 언더 더 레이다에서 말했다. "그걸로 저 스스로에게 증명할 수 있었어요. 내가 정말 하고싶지 않은 일도 4년동안이나 해낼 수 있다고 말이죠. 정치학을 좋아하긴 했지만 그당시에는 '이게 내가 대학에 갈 수 있는 유일한 기회이고 언젠가 이 선택을 잘했다고 생각할지도 몰라' 했던거죠. 게다가 애초에 제가 원서를 넣은 건 사실 제 여자친구 때문이었어요. 입학 전에 헤어지긴 했지만 그 땐 이미 합격한 후였죠.(I guess it proved to myself that I could do something I really didn't want to for four years. Except I did like what I was studying. At the time it seemed like, 'This is your one and only chance to go to college and you had just better do it because some day you might wish that you did.' Plus, the whole reason I applied in the first place was because of my girlfriend, and I had gotten accepted already even though we had broken up before the first day.)" 그리고 졸업 한 후엔 "철학과 민법이론의 학사학위를 가지고 포틀랜드로 돌아와 빵집에서 일했(worked in a bakery back in Portland with a bachelor's degree in philosophy and legal theory)"다.
햄프셔에 있는동안 엘리엇은 학교친구 Neil Gust와 밴드 히트마이저 Heatmiser를 결성하고 대학 졸업 후에는 드러머 Tony Lash와 베이시스트 Brandt Peterson을 영입하여 1992년 포틀랜드 지역에서 공연하기 시작한다. 히트마이저는 프론티어 레코즈 Frontier Records에서 1993년 앨범 "Dead Air", 1994년 "Cop and Speeder"와 EP앨범인 "Yellow No.5"를 발매하고 후에 버진 레코즈 Virgin Records와 계약하여 1996년 그들의 마지막 앨범 "Mic City Sons"를 발표한다.
이 때 즈음, 엘리엇과 닐 거스트는 포틀랜드에서 석고판 설치, 자갈 까는 일, 대나무 심는 일, 열반사 페인트로 창고 지붕을 페인팅 하는 일 등 별의별 직업을 전전했고, 때로는 실업급여를 "아티스트 지원금"이라 생각하며 쉬기도 했다고 한다.
엘리엇은 히트마이저 활동과 동시에 솔로 활동을 시작했는데, 엘리엇 스미스 1집과 2집 앨범의 성공은 밴드 내에 거리감과 긴장감을 조성했다.

## 죽음
엘리엇 스미스는 2003년 10월 21일, 자신의 집에서 키친 나이프로 가슴을 찔러 자살했다. 그가 포스트 잇에 남긴 한마디는 이러했다. "정말로 미안해요, 사랑하는 엘리엇이. 저를 부디 용서해 주세요."

## 사생활
엘리엇 스미스는 평생을 약물 중독과 갱생을 반복하는 삶을 살았다. 그는 또한 알콜중독이었으며, 언젠가는 절벽에서 뛰어내리기까지해 그의 친구들이 그를 정신 병원에 입원시켰다. 엘리엇은 훗날 정신병원에서의 생활이 자살하는 것보다 더 끔찍했었다고 회상한다. 엘리엇은 또한 우울증을 앓고 있었다.

## 디스코그라피
- Roman Candle(1994)
- Elliott Smith(1995)
- Either/Or(1997)
- XO(1998)
- Figure 8(2000)

### 사망후 발매된 앨범
- From a Basement on the Hill(2004)
- New Moon(2007)